# دروو
دروو (به لهستانی:  Derło) یک روستا در لهستان است که در گمینا روکیتنو واقع شده‌است.